# Sudden Feeling
Sudden Feeling é o segundo álbum de estúdio da banda estadunidense HalfNoise, lançado oficialmente em 9 de setembro de 2016, pois no dia 7 de setembro de 2016 o álbum estava disponível apenas na plataforma SoundCloud.
Este foi o primeiro álbum que a banda gravou com a Congrats Records.
O primeiro single do álbum foi "Know The Feeling", lançado em 9 de junho de 2016. A música teve uma boa repercussão e ganhou um videoclipe no dia 23 de junho de 2016. O segundo single foi "In The Summer", lançado no dia 14 de julho de 2016. A música não possui um clipe. O terceiro single foi "Sudden Feeling", lançado em 29 de agosto de 2016. A música recebeu um clipe no dia 16 de dezembro de 2016. No dia 1 de setembro de 2016, a música "Telephone", apesar de não ser um single, ganhou um videoclipe, dirigido por Mike Kluge.
Sudden Feeling teve músicas adicionadas à playlist da plataforma Spotify, dentre elas:
| Música             | Playlist             |
| ------------------ | -------------------- |
| "In The Summer"    | "Chill Tracks"       |
| "Know The Feeling" | "Indie Pop!"         |
| "In The Summer"    | "Indie Eletronics"   |
| "Know The Feeling" | "Cocktails & Dreams" |

## Faixas
| N.º            | Título             | Duração |  |
| 1.             | "Know The Feeling" | 2:39    |  |
| 2.             | "Leaving"          | 2:51    |  |
| 3.             | "My Mind"          | 3:24    |  |
| 4.             | "Love You Back"    | 2:58    |  |
| 5.             | "In The Summer"    | 3:02    |  |
| 6.             | "Telephone"        | 1:17    |  |
| 7.             | "Sudden Feeling"   | 3:21    |  |
| 8.             | "Always"           | 3:03    |  |
| 9.             | "Come Over"        | 1:21    |  |
| 10.            | "Picture Of You"   | 3:01    |  |
| 11.            | "Better Than"      | 3:54    |  |
| Duração total: | Duração total:     | 30:00   |  |